# Ґрабе (Мазовецьке воєводство)
Ґрабе (пол. Grabie) — село в Польщі, у гміні Нове Място Плонського повіту Мазовецького воєводства.
Населення — 83 особи (2011).
У 1975-1998 роках село належало до Цехановського воєводства.

## Демографія
Демографічна структура станом на 31 березня 2011 року:
|          | Загалом | Допрацездатний вік | Працездатний вік | Постпрацездатний вік |
| -------- | ------- | ------------------ | ---------------- | -------------------- |
| Чоловіки | 43      | 7                  | 32               | 4                    |
| Жінки    | 40      | 12                 | 17               | 11                   |
| Разом    | 83      | 19                 | 49               | 15                   |